# Alma Hedin
Alma Isabel Sofia Hedin, född 22 april 1876, död 21 maj 1958 i Stockholm, var en svensk politiker, välgörenhetsidkare och författare.

## Biografi
Alma Hedin kom från en borgerlig familj i Stockholm, yngst av sju i en syskonskara, som dotter till stadsarkitekten i Stockholm Ludvig Hedin och dennes hustru Anna Berlin. Som syster till upptäcktsresanden Sven Hedin kom Alma liksom hennes systrar att hjälpa honom med diverse uppgifter under hans karriär. Alma Hedins familj hade ett stort nätverk av vänner och kontakter, såväl i Stockholm som i resten av världen.   
Redan i unga år engagerade sig Alma Hedin för sjuka och utsatta. Hennes gode vän Verner von Heidenstam skrev om henne: ”Hemligheten är den, att Alma Hedin verkligen har ett klappande hjärta i bröstet, ett hjärta uppfyllt af kärlek till allt, som kan vara stort och godt för människor”.[källa behövs]
Egentligen ville Alma Hedin bli sjuksyster, men förhindrades av hennes dåliga hälsa. I stället engagerade hon sig bland annat i stiftelsen Govenii minne, där hon fungerade som vice-värdinna i husen som var byggda åt fattiga och behövande. 
Som andra kvinna invaldes Alma Hedin 1912 i Stockholms stadsfullmäktige för Allmänna valmansförbundet. Hon var inte partipolitiskt aktiv, men eftersom hon var för kristendom och försvar placerades hennes namn på partiets lista. 
”Någon större nytta anser jag inte att jag gjorde under de sex år jag var stadsfullmäktig” skriver Alma i sin bok ”I minnets blomstergårdar”. Inte heller röstade hon i alla frågor med högern. I sociala frågor tenderade hon att rösta med vänstern), som hon var invald för: 
”Att rösta mot mitt samvete skulle aldrig ha fallit mig in och därför passade jag inte in i det omoraliska och förkvävande partisystemet. Jag kunde omöjligt dela upp mina sympatier efter partigränser.”
I Stockholms stadsfullmäktige motionerad Alma bland annat om biografernas "skadliga inverkan å barn" 1917 och om pantlånebankernas ekonomiska och hygieniska konsekvenser 1912.
Att Svenska Akademien 1914 fick lokaler i Börshuset ordnades genom Alma Hedins försorg när hon såg till att väninnan grosshandlardottern Magna Sunnerdahl köpte halva huset för 500 000 kr, som donerades till akademin.[källa behövs] Alma Hedin såg också till att de skingrade inventarierna från akademin återlämnades.[källa behövs]
Alma Hedin ville hellre göra praktisk nytta och insåg att politiken inte var rätt forum för hennes ambitioner. Hon hade i Govenii minnes bostäder fått neka äldre bostad, då stiftelsen prioriterade änkor och fattiga barnfamiljer. Men Alma insåg att många äldre for illa. Då, i början av 1900-talet, var det få äldre som hade råd att bo i egen lägenhet. I stället var ofta enda alternativet att bo hos sina anhöriga. Utifrån dessa erfarenheter bildade hon Blomsterfonden 1921 för bidrag och donationer till äldreboende.
”För de gamla känns det tungt att vara i vägen och bo på nåd. Önskvärt vore att samhället kunde skaffa dem alla ett hem, där de trivdes, och inte bara ett rum på en inrättning”, skrev Alma hedin. Hon tyckte att äldre måste få en egen liten vrå att vila ut i, efter sitt livs alla mödor.
Till Blomsterfonden lyckades hon knyta ett antal kända personer som överståthållare Carl Hederstierna, och andra deltog i ett upprop för fonden, som statsminister Hjalmar Branting, journalisten Anna Branting, ärkebiskopen Nathan Söderblom, Anna Söderblom, författarna Ellen Key och Erik Axel Karlfeldt samt 15 landshövdingar.
År 1926 erhöll hon Illis quorum.

### Alma, Sven och nazismen
Under hela sitt liv bidrog Alma Hedin, och resten av familjen, till Svens verksamhet. Hon följde med på flera av hans föredragsturnéer, exempelvis 1909 till England, Skottland, Frankrike och Tyskland. Alma Hedin höll i reseprogrammet och deltog i Svens intensiva arbete med att skaffa pengar till sina resor. Hon höll även ordning på broderns brevsamling och omfattande brevskrivande. Sven å sin sida stöttade Blomsterfonden, bland annat som dragplåster med föredrag om sina resor i Asien.
Alma Hedin skrev en biografi om sin bror Sven som gavs ut 1925 i en tysk utgåva Mein Bruder Sven till hans 60-årsdag, och året därpå på svenska Min bror Sven - Brev och minnen. Hon var troligen den person som stod Sven Hedin närmast, för hon bodde tillsammans med honom från barndomen till hans död 1952. 
År 1935 mötte Sven Hedin Adolf Hitler första gången och igen i oktober 1939 då syskonen for till Berlin för att främja Finlands sak. Syskonen bjöds också till Hermann Görings Karinhall. Hösten 1940 höll Sven föreläsningar i Tyskland då Alma Hedin och systern Annas dotter, Anne-Marie, följde med. Alma imponerades av ordningen som präglade Nazityskland och sympatiserade med Hitlers regim.
När tyska representanter lämnade Sverige efter freden i maj 1945 tog Alma Hedin och Sven adjö av dem, vilket få andra gjorde. Judeförföljelserna tycks ha skapat viss tveksamhet, men aldrig så mycket att stödet till Nazityskland rubbades. Antisemitismen hade en begränsad plats i syskonens idévärld, men tilltog med åren.
Efter kriget fortsatte Alma Hedin sin sociala verksamhet. Hon kvarstod i styrelsen för Blomsterfonden som dess ledare fram till 1949 då hon avgick vid 73 års ålder. Alma Hedin avled 1958, och ligger begravd i Hedins familjegrav på Adolf Fredriks kyrkogård i Stockholm. I Alma Hedins testamente gick hälften till Sven Hedins stiftelse.